# Marylebone

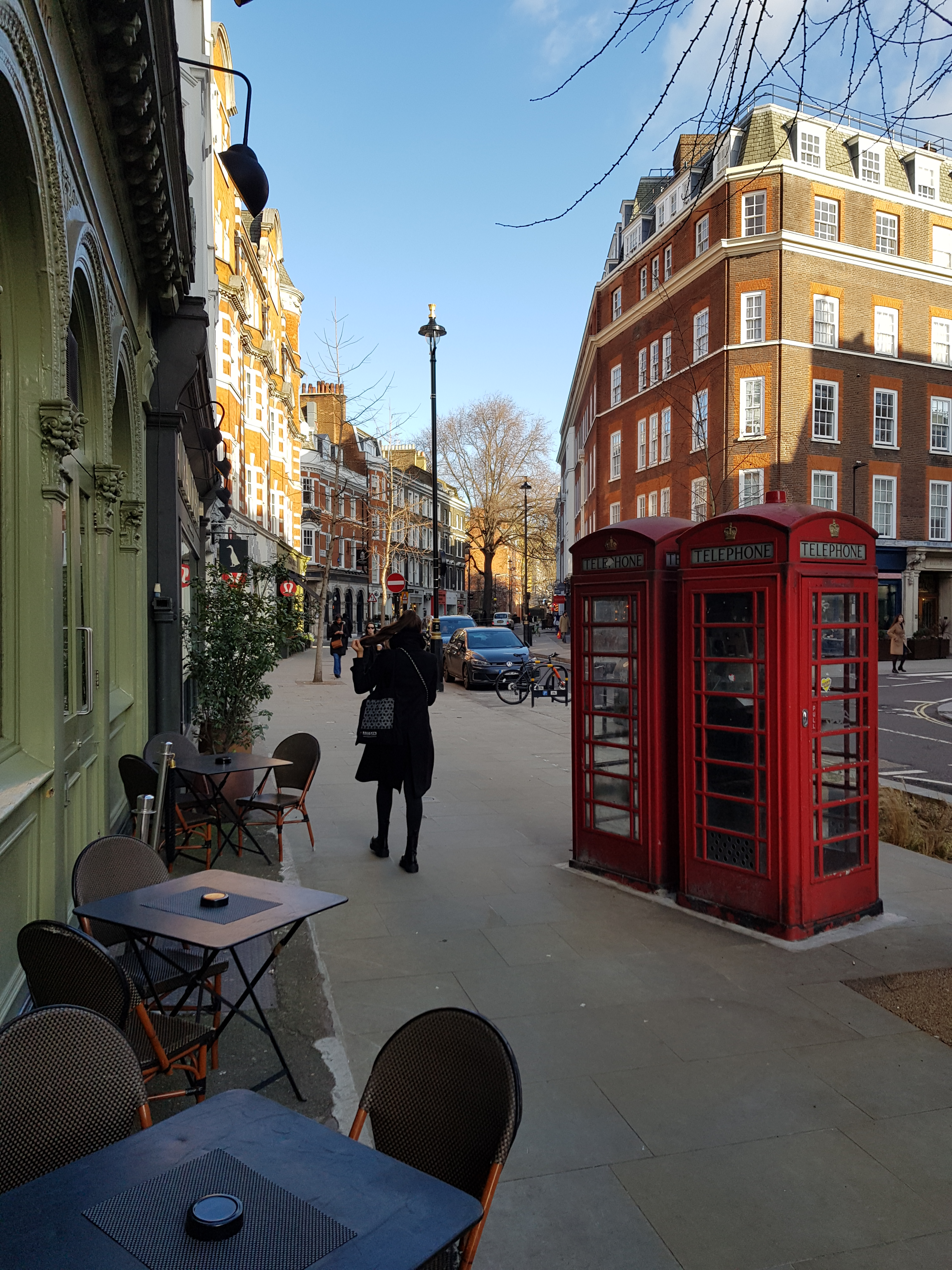
Marylebone

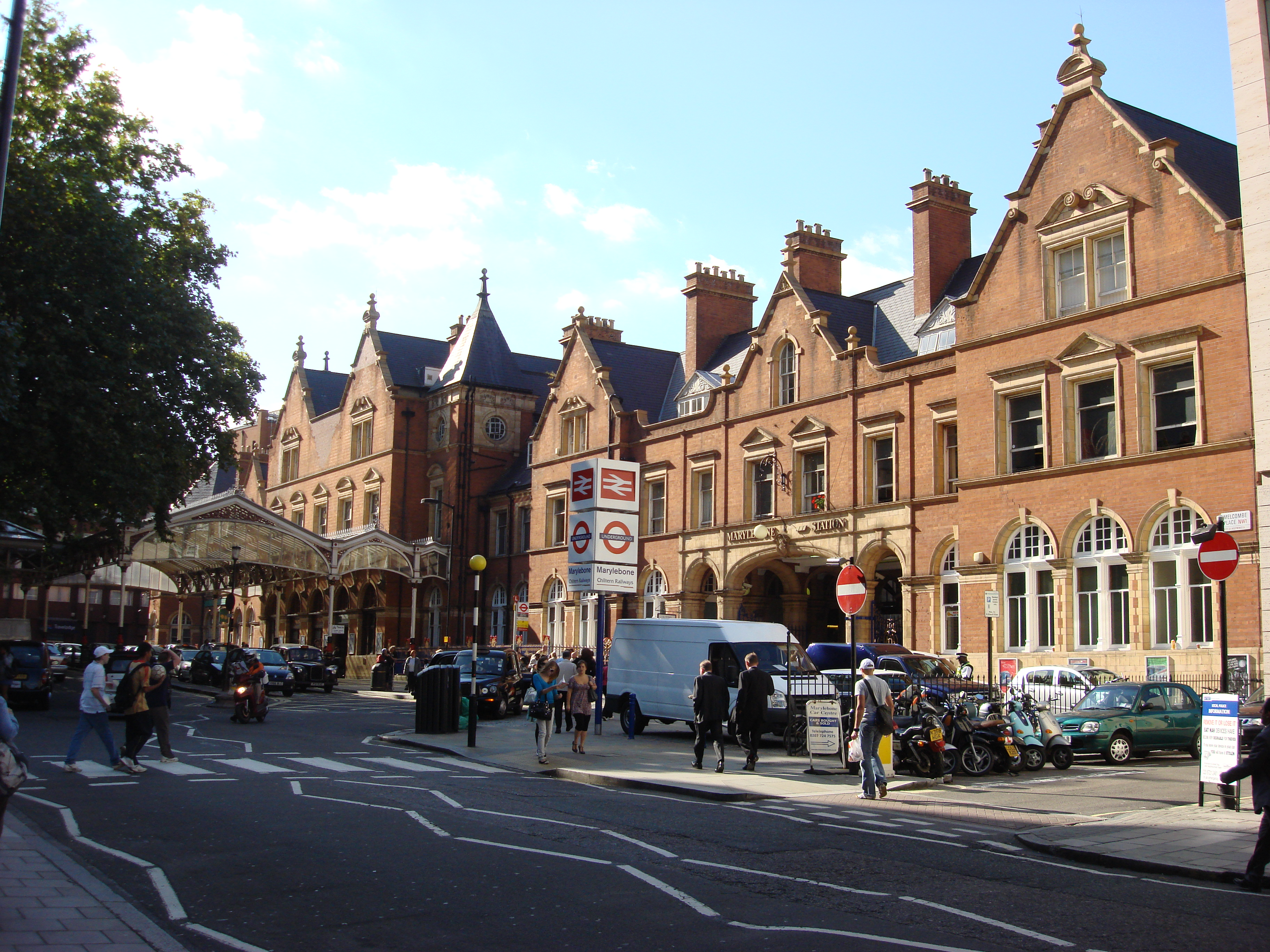
Marylebone järnvägsstation

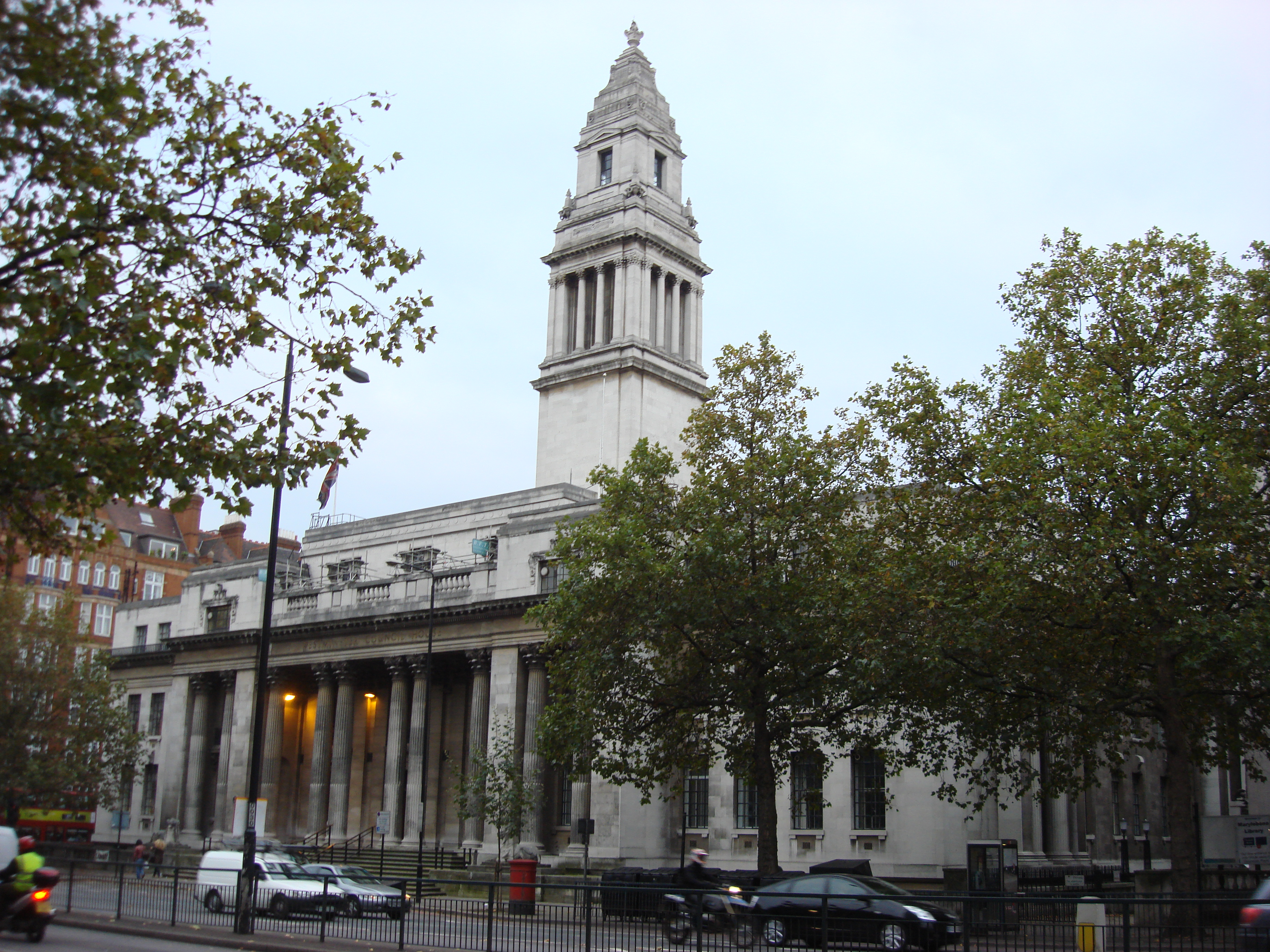
City of Westminster kontor i Marylebone

Marylebone (även kallad St. Marylebone eller Mary-le-bone) är en fashionabel innerstadsdel i London, England. Stadsdelen ligger i City of Westminster. Mer precist avgränsas Marylebone av Oxford Street i söder, Marylebone Road i norr, Edgware Road i väst och Great Portland Street i öst. I stadsdelen ligger bland annat tunnelbanestationen Marylebone, som invigdes 1907 och trafikeras av Bakerloo Line.
I stadsdelen ligger, vid Montagu Place, Sveriges ambassad i London. 
Här ligger även kyrkobyggnaden för den svenska församlingen i London, Ulrika Eleonora svenska församling.

## Kommunikationer

### Tunnelbanestationer
- Baker Street
- Bond Street
- Edgware Road (Bakerloo Line)
- Edgware Road (Circle, District and Hammersmith & City Lines)
- Marble Arch
- Marylebone (Bakerloo Line)
- Oxford Circus
- Regent's Park

### Järnvägsstation
Marylebone järnvägsstation med 6 spår, trafikeras av Chiltern Railways (en del av Arriva UK Trains).

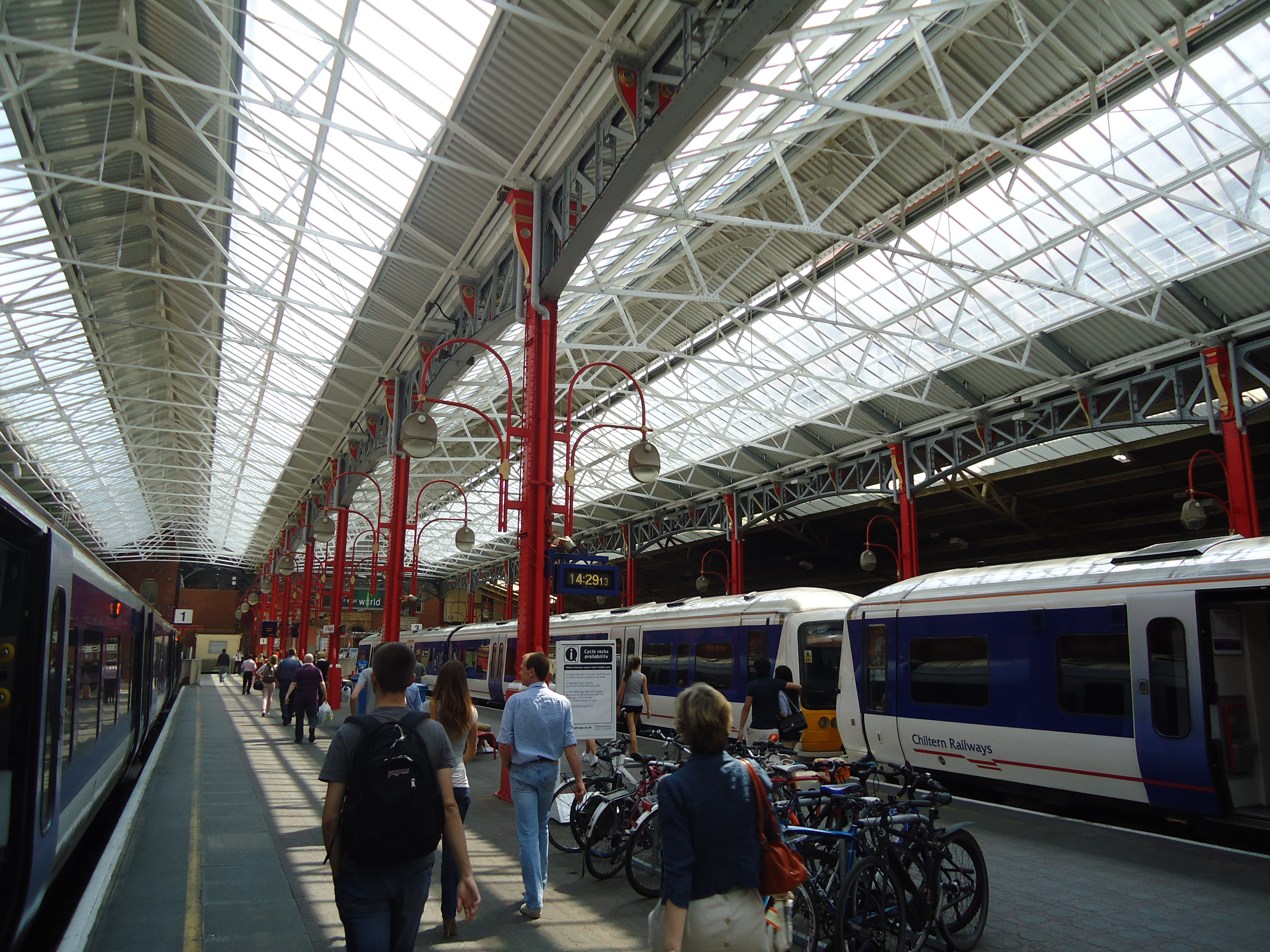
Marylebone järnvägsstation.
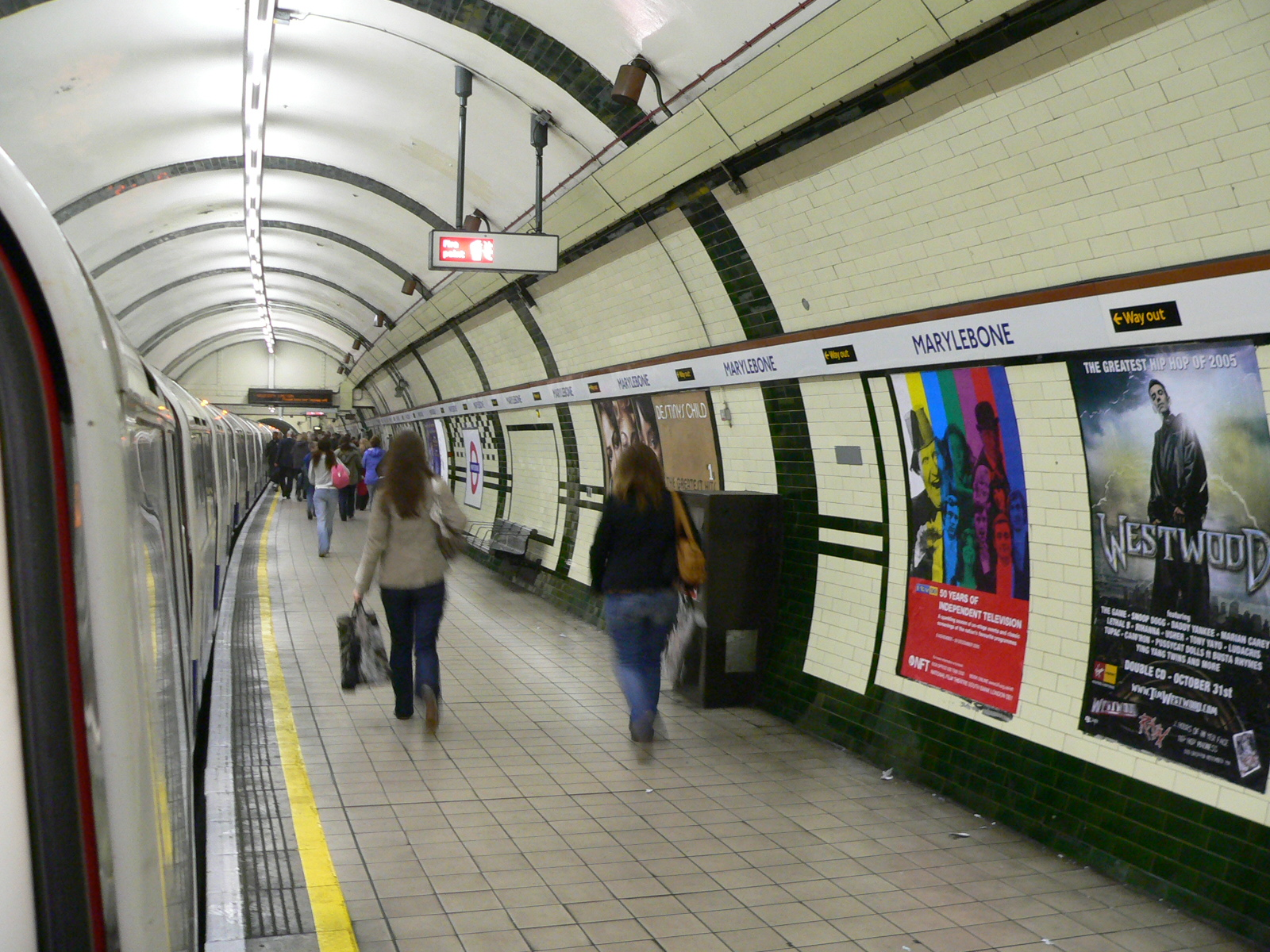
Marylebone tunnelbanestation.

## Utbildning
- St Marylebone School
- Sylvia Young Theatre School
- St Vincent's RC Primary School
- Francis Holland School
- Portland Place School
- The Royal Academy of Music
- The University of Westminster
- Regent's University